# Közönséges gyíkfű
A közönséges gyíkfű (Prunella vulgaris), népies nevén  toroköröme, torokgáncs, torokvillahin, patikai gyérfű, szilvafű, szilvalevelű fű, tűzfű, békavar,  az  ajakosvirágúak (Lamiales) rendjébe az árvacsalánfélék (Lamiaceae) családjába tartozó Prunella növénynemzetség tagja.
Nevét onnan kapta hogy régen torokgyík ellen gargarizálásra használták.

## Elterjedése, élőhelye
Eurázsiából származik. Gyakori növény, egész Európában és Ázsiában megtalálható, réteken, útszéleken, legelőkön, erdei tisztásokon.

## Megjelenése
Kis termetű növény, elérheti a 25–30 cm-es magasságot, de általában jóval kisebb marad. Betegségek, kártevők ritkán támadják meg. A nedves, napos, félárnyékos helyeket kedveli. Virágai közvetlenül a legfelső levélpár fölött, fejecske formájú végálló virágzatba rendeződnek, kékes-ibolya színűek. Levelei hosszúkás tojás formájúak, szélük ép, vagy fűrészes, a száron keresztben, átellenesen állnak.

## Hatóanyagai
Flavonoidok, rozmaringsav, fenol, urzol- és oleanolsav, színanyagok (antociánok), poliszacharidok (prunellin), cserzőanyagok, kumarinok,  kis mennyiségben illóolajok, ásványi anyagok és vitaminok.

## Gyógyhatásai
Alkalmazzák torok-, garat-, máj-, szemgyulladás gyógyítására, nehezen gyógyuló sebekre. Vizelethajtó, vírusölő. Hatékony leukémia és bőrrák esetén. 
Az Európai Gyógyszerkönyvben Prunellae spica néven (Ph.Eur. 7/6. kötet, 2013). van bejegyezve.
A kínai gyógyászatban a máj és az epe fontos gyógynövénye.

## Hasonló fajok
Hasonló a hazánkban védett nagyvirágú gyíkfűhöz, de ennek virágai nagyok és a legfelső levélpár a virágzattól távolabb helyezkedik el, valamint az indás ínfűhöz, melynek a levelei a szélükön fényesek.

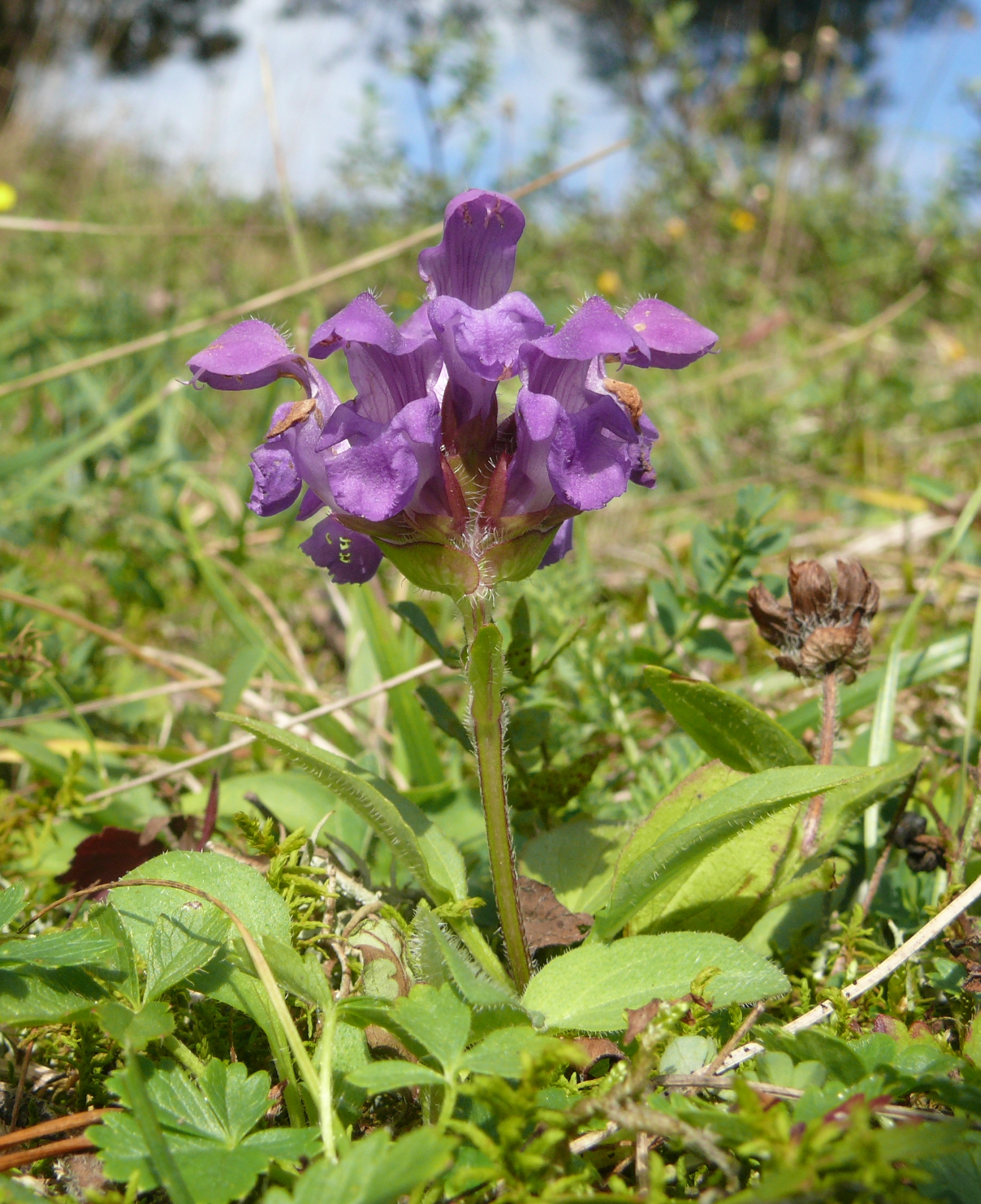
Nagyvirágú gyíkfű
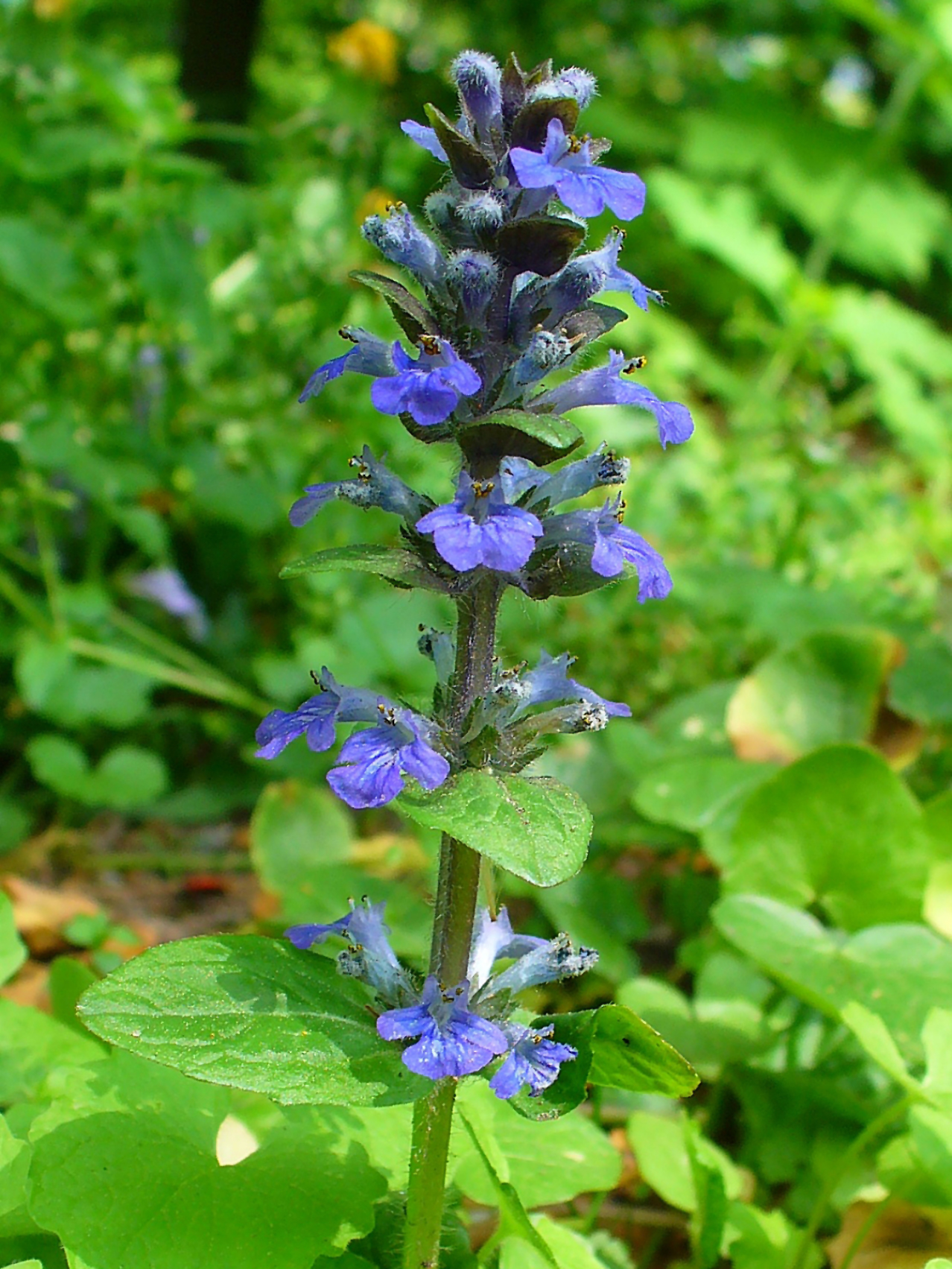
Indás infű

## Képgaléria

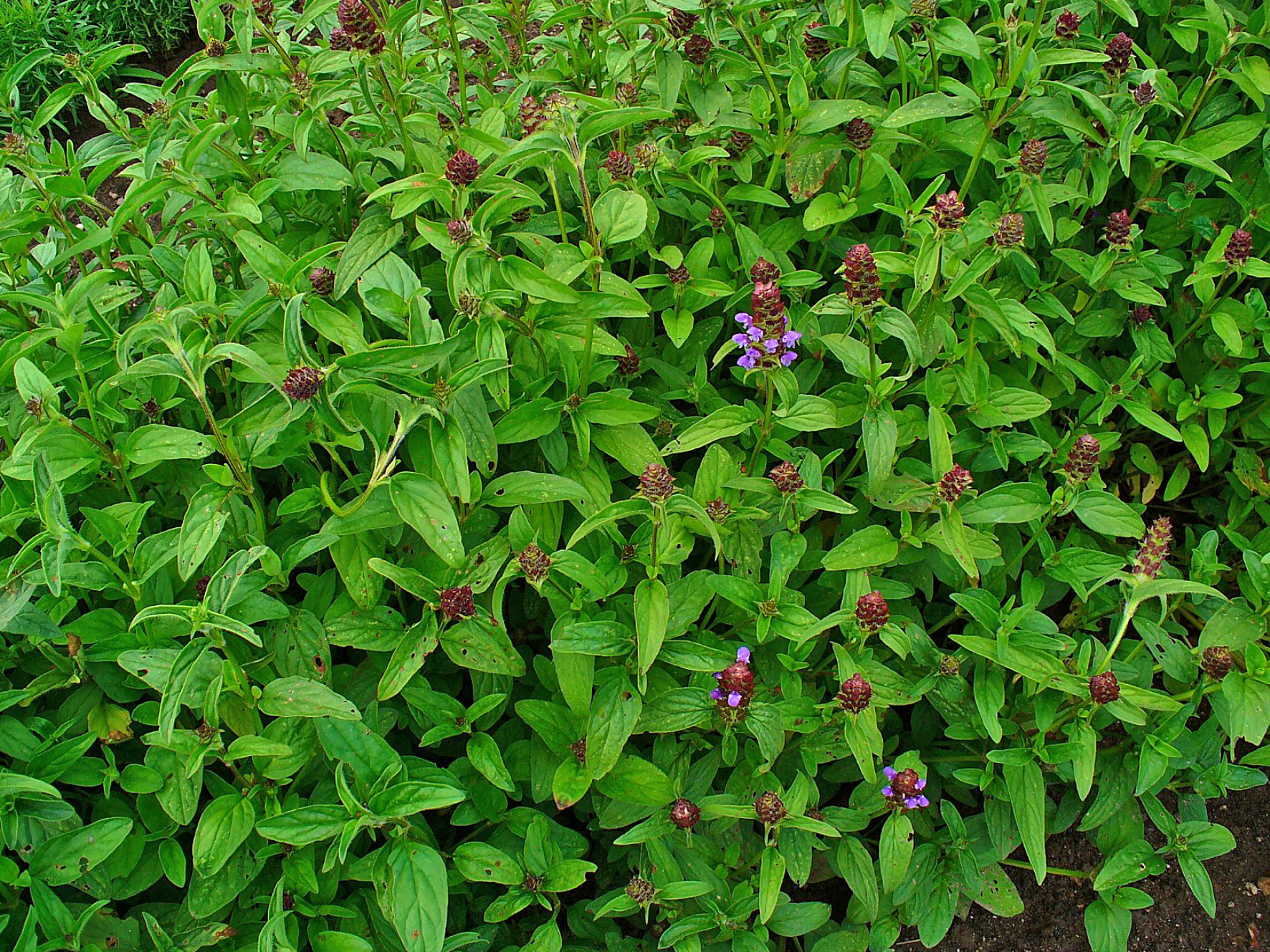
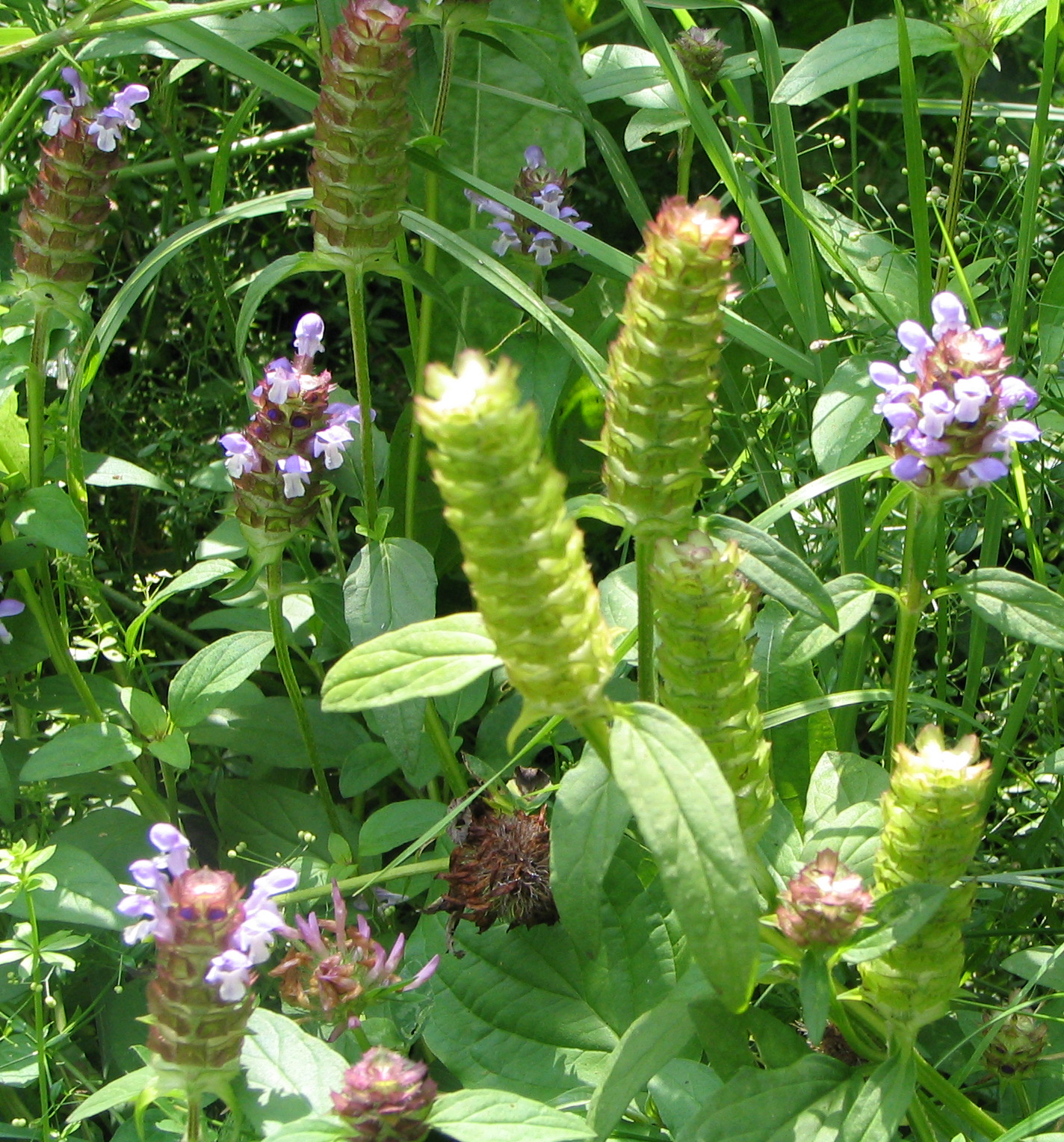
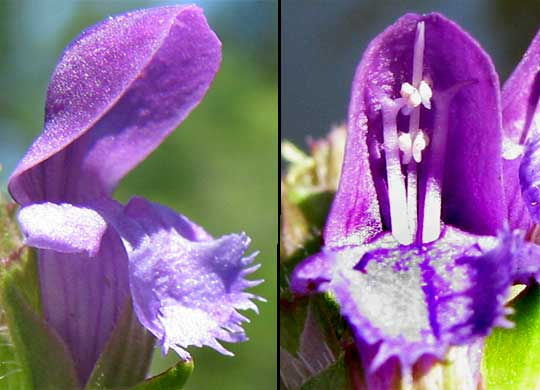
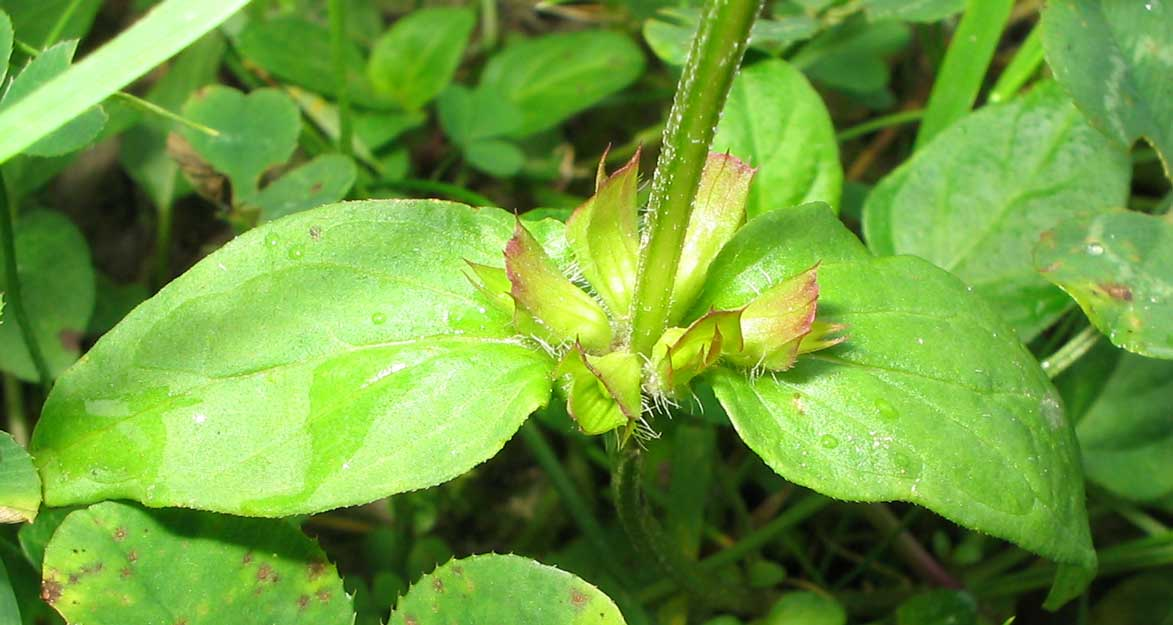
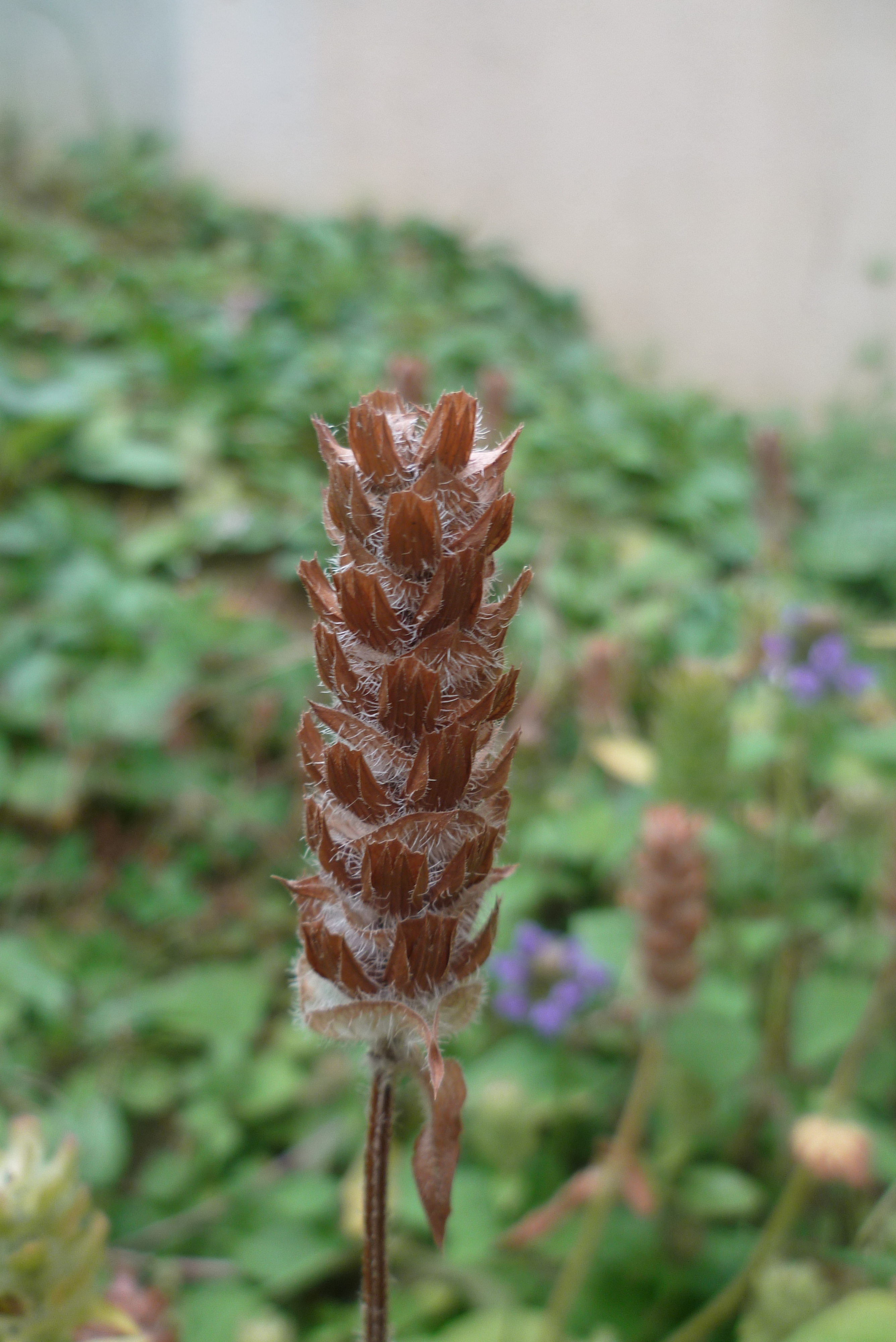
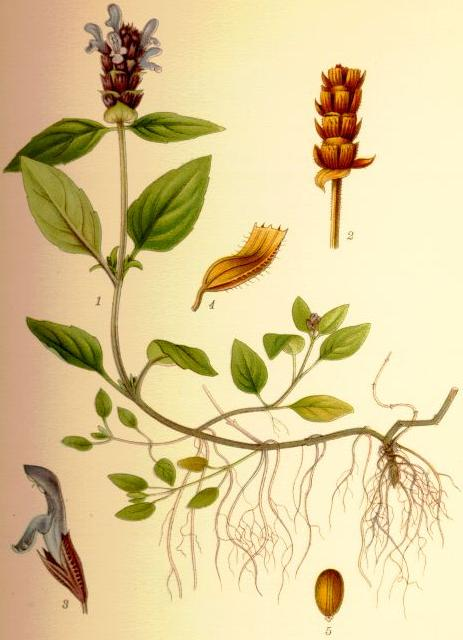